# William Cecil (évêque)
Pour les articles homonymes, voir William Cecil.
Rupert Ernest William Gascoyne-Cecil (9 mars 1863 - 23 juin 1936) est évêque d'Exeter de 1916 à 1936. Il est le deuxième fils du premier ministre Lord Salisbury. Formé à Eton et à Oxford, il est recteur de Hatfield pendant 28 ans avant d'être nommé évêque. Marié en 1887, il a trois filles et quatre fils, dont trois sont tués lors de la Première Guerre mondiale. En tant qu'évêque, il est généralement apprécié, mais a une réputation d'excentricité .

## Biographie
William Cecil (comme il est généralement connu) est né à Hatfield House, deuxième fils du premier ministre Robert Arthur Talbot Gascoyne-Cecil, le 3e marquis de Salisbury. Il fait ses études au Collège d'Eton, où il est victime d'intimidation et surnommé "Poisson", un nom qui lui reste parmi sa famille et ses amis tout au long de sa vie. Après Eton, il fait ses études à l'University College d'Oxford où il obtient un diplôme en droit. Après avoir quitté l'université, Cecil travaille quelques mois dans les bidonvilles de l'East End de Londres .
Il est ordonné prêtre en 1887 et épouse Lady Florence ("Fluffy") Mary Bootle-Wilbraham, fille d'Edward Bootle-Wilbraham (1er comte de Lathom) le 16 août de la même année . Ils ont quatre fils et trois filles. Leur fils aîné Randle William est né le 28 novembre 1889 et est tué au combat pendant la Première Guerre mondiale le 1er décembre 1917. Leurs troisième et quatrième fils sont également tués dans cette guerre : John Arthur (28 mars 1893 - 27 août 1918) et Rupert Edward (20 janvier 1895 - 11 juillet 1915). Leur deuxième fils Victor Alexander (21 mai 1891 - 17 janvier 1977) est blessé deux fois pendant la guerre, mais survit. Leurs trois filles sont Eve Alice (13 janvier 1900 – 1994) qui épouse le vice-amiral Richard Shelley, sa sœur jumelle Mary Edith (13 janvier 1900 – 1994) et Anne (8 octobre 1906 – 23 octobre 1924) .
Le premier poste de curé de Cecil est à Great Yarmouth, mais cela dure moins d'un an, parce qu'en 1888 son père le nomme recteur de Hatfield  avec un beau presbytère à une certaine distance de la ville. Cependant, il persuade son père de lui construire une maison plus petite plus près de la ville afin qu'il puisse être plus proche de ses paroissiens . Il reste à ce poste pendant les 28 années suivantes, devenant également le doyen rural de Hertford à partir de 1904, aumônier du roi Édouard VII à partir de 1909 ; et chanoine honoraire de la cathédrale St Alban en 1910 . En 1908, il assiste à la cinquième Conférence de Lambeth ce qui l'amène à s'intéresser à la Chine, pays qu'il visite plus tard à plusieurs reprises. Il tente en vain d'y établir une université chrétienne et en 1910, avec sa femme, il écrit un livre : Changer la Chine ,.

### Épiscopat
En 1916, le premier ministre de l'époque, Herbert Henry Asquith lui offre le poste d'évêque d'Exeter, et bien qu'initialement réticent à déménager, il accepte finalement. Trevor Beeson, dans son livre The Bishops (2002), s'étonne de cette nomination, affirmant qu'il s'agit « de la nomination épiscopale la plus extraordinaire du XXe siècle » en raison de son inadéquation totale « par aptitude et expérience pour un évêché » . Beeson poursuit en supposant que seule une personne disposant d'un revenu personnel important comme Cecil aurait pu être nommée au siège à l'époque, car un tiers de son revenu annuel est versé à titre de pension à son prédécesseur, Archibald Robertson, qui a démissionné à l'âge de 63 et a vécu jusqu'en 1931 .
Cecil est évêque pendant les deux dernières années de la Grande Guerre. Il exhorte les femmes à accepter les emplois laissés vacants par les hommes. « La tâche la plus ignoble honore les mains de ceux qui travaillent pour leur pays. Il demande au clergé de garder les apparences en temps de guerre "Un visage sombre et un pronostic du mal est maintenant non seulement antipatriotique, mais aussi très antichrétien." .
L'épiscopat de Cecil se distingue par sa tolérance. Il estime que les principes de l'Église sont suffisamment larges pour permettre une grande latitude dans les formes autorisées de service religieux, il n'a donc pas essayé d'imposer une école de pensée théologique particulière et maintient une relation amicale avec les dirigeants des groupes non-conformistes . Il s'est cependant disputé avec sa cathédrale lorsqu'il suggère l'abolition de la fonction de doyen, l'argent qui serait économisé étant utilisé pour payer un évêque suffragant afin d'augmenter la pastorale du diocèse. Sa proposition n'aboutit pas et est considérée comme l'une des idées folles de "Love in a Mist" .

### Excentricité
En tant qu'évêque, Cecil acquiert une réputation d'excentricité et le surnom d'"Amour dans la brume" lui est donné, selon Beeson, en raison de son "incompétence administrative et de sa réticence autocratique à prendre conseil", compensées par une personnalité des plus aimantes .
Beeson rapporte plusieurs exemples du comportement excentrique de Cecil. À une occasion, un invité prenant le thé avec lui chez lui est surpris lorsqu'il donne des morceaux de crumpets à deux rats qui sortaient de trous dans le sol, et jette de la poudre de sulfate de cuivre sur le feu pour faire virer les flammes au vert, remarquant qu'il aime la couleur .
Peu après sa mort en 1936, il est commémoré dans la cathédrale par deux sculptures, toutes deux barbues : l'une se trouve sur le paravent de la chapelle de Speke dans laquelle il est représenté en saint Martin donnant son manteau à un mendiant ; l'autre, comme saint Pierre, est haut placé sur le trône de l'évêque et est créé en 1938 par le sculpteur sur bois d'Exeter, Herbert Read . Une tablette posée sur le sol près du trône exprime le souhait que la statue « garde à jamais vivante la mémoire » de Lord William Cecil .

### Famille
L'évêque Cecil épouse le 16 août 1887 Lady Florence Mary Bootle Wilbraham, fille du 1er comte de Lathom. Ils ont :
- Randle William Gascoyne-Cecil (28 novembre 1889 - 1er décembre 1917)
- Victor Alexander Gascoyne-Cecil (21 mai 1891 - 17 janvier 1977)
- John Arthur Gascoyne-Cecil (28 mars 1893 - 27 août 1918)
- Rupert Edward Gascoyne-Cecil (20 janvier 1895 - 11 juillet 1915)
- Eve Alice Gascoyne-Cecil (13 janvier 1900 - 1994)
- Mary Edith Gascoyne-Cecil (13 janvier 1900 - 1994)
- Anne Gascoyne-Cécil (8 octobre 1906 - 23 décembre 1924).